# Liste der Stolpersteine in Frankfurt-Eschersheim
Die Liste der Stolpersteine in Frankfurt am Main führt die vom Künstler Gunter Demnig verlegten Stolpersteine in Frankfurt am Main auf. Die Initiative Stolpersteine in Frankfurt am Main e. V. hat seit November 2003 die Verlegung von ca. 2000 Stolpersteinen, mindestens fünf Kopfsteinen und mindestens vier Stolperschwellen veranlasst. Die Initiative wird von der Stadt Frankfurt sowie von zahlreichen Institutionen, darunter das Jüdische Museum und das Institut für Stadtgeschichte unterstützt.
Die Steine erinnern an Menschen, die während der Zeit des Nationalsozialismus verfolgt, verhaftet, gequält, entrechtet, zur Flucht oder zum Suizid getrieben oder ermordet wurden. An ihrem letzten frei gewählten Wohnort in Frankfurt erinnern die Steine an alle Opfer des Nationalsozialismus: an Juden, Sinti und Roma, politisch Verfolgte, Zeugen Jehovas, Homosexuelle und Zwangsarbeiter, an als „asozial“ gebrandmarkte Menschen und an die Opfer der sogenannten „Euthanasie“-Morde an Kranken und Behinderten.
Im Oktober 2018 verlegte Gunter Demnig in Frankfurt den europaweit siebzigtausendsten Stein.
Die Stadtteile sind nach der Liste der Stadtteile von Frankfurt am Main angelegt. In den nicht gelisteten Stadtteilen liegen bislang keine Stolpersteine.
Über die hinter den Namen der Opfer liegenden Links lässt sich die zugehörige Biographie auf der Homepage der Stadt Frankfurt aufrufen.

## Liste
| Adresse                        | Name                               | Verfolgungsschicksal | Verlegedatum       | Bild | Anmerkung |
| ------------------------------ | ---------------------------------- | --- | ------------------ | --- | --------- |
| Willibrachtstraße 13 ·         | Friedrich Karl Klausing            | Friedrich Karl Klausing geb. 24.05.1920 verhaftet Widerstand SPD verhaftet 20.7.1944 Hochverrat hingerichtet 08.08.1944 Berlin-Plötzensee                                                                              | 04. Sep. 2021      | |           |
| Lindenring 1 ·                 | Ignatz Berge                       | Ignatz Berge geb. 21.2 1882 Haft 1939/1940 Hammelsgasse Deportiert KZ Sachsenhausen tod 5.2.1940 | 18. Mai 2018       | der Stolperstein für Ignatz Berge |           |
| Hinter den Ulmen 22 ·          | Emma Magdalena Lehrbach            | Emma Magdalena Lehrbach, geb. Dentzer geb. 8. Juli 1896 Haft 26.01.1937 Frankfurt 23.06.1937 KZ Moringen 15.12.1937 KZ Lichtenburg 15.05.1939 Kz Ravensbrück Sommer 1943 Außenstellen Ravensbrück Befreiung April 1945 | 18. Mai 2018       | der Stolperstein für Emmi Lehrbach |           |
| Am Weißen Stein 19 ·           | Ludwig Keller                      | Ludwig Keller geb. 16.09.1897 deportiert 25.11.1941 Kaunas ermordet 25.11.1941 | 27. Nov 2016       | Stolperstein Am Weißen Stein 19 Ludwig Keller |           |
| Am Weißen Stein 19 ·           | Jeruschalmis Keller                | Jeruschalmis Keller geb. 6.2.1869 deportiert 18.8.1942 Theresienstadt tod 26.9.1942 | 27. Nov 2016       | Stolperstein Am Weißen Stein 19 Keller Jeruschalmis |           |
| Am Weißen Stein 19 ·           | Max Keller                         | Max Keller deportiert 30.4.1893 tod 14.2.1945 | 27. Nov 2016       | Stolperstein Am Weißen Stein 19 Max Keller |           |
| Am Kirchberg 27 ·              | Hanns Ludwig Katz                  | Hanns Ludwig Katz geb. 24.7.1892 Flucht 1936 Südafrika verstorben 17.11.1940 | 17. Mai 2015       | Stolperstein Am Kirchberg 27 Katz Hans Ludwig |           |
| Am Lindenbaum 4 ·              | Franz Henle                        | Franz Henle geb. 9.1.1876 Verhaftung: 1.4.1944 Flucht in den Tod/Suizid | 17. Februar 2009   | Stolperstein Am Lindenbaum 4 Franz Henle |           |
| Haeberlinstraße 6 ·            | Ignaz Breslau                      | Ignaz Breslau geb. 3.4.1870 Heilanstalt Herborn und Landesanstalt Brandenburg tot 17.2.1941 | 17. Februar 2009   | Stolperstein Haeberlinstraße 6 Ignatz Breslau |           |
| Haeberlinstraße 6 ·            | Rosa Sternberg geb. Dreydel        | Rosa Sternberg, geb. Dreydel geb. 23.12.1870 Flucht in den Tod/Suizid 4.5.1942 | 17. Februar 2009   | Stolperstein Haeberlinstraße 6 Rosa Sternberg |           |
| Eschersheimer Landstraße 402 · | Gustav Isaac                       | Gustav Isaac geb. 31.5.1881 deportiert 1942 nach Theresienstadt Tod unbekannt | 13. September 2005 | Stolperstein Eschersheimer Landstraße 402 Gustav Isaac |           |
| Kurhessenstraße 63 ·           | Henry Wolfskehl                    | Henry Wolfskehl geb. 24.12.1878 deportiert am 9.11.1938 nach Buchenwald Tod am 30.11.1938 in Jena | 13. September 2005 | Stolperstein Kurhessenstraße 63 für Henry Wolfskehl |           |
| Landgraf-Wilhelm-Straße 12 ·   | Siegfried Fröhlich                 | Siegfried Fröhlich geb. 5.1.1861 deportiert am 1.9.1942 nach Theresienstadt Tod am 22.12.1942 | 17. Februar 2009   | Stolperstein Landgraf Wilhelm Straße 12 Siegfried Froehlich                                                                                               |           |
| Landgraf-Wilhelm-Straße 12 ·   | Rosa Fröhlich geb. Cracauer        | Rosa Fröhlich, geb. Cracauer geb. 29.7.1868 deportiert am 1.9.1942 nach Theresienstadt Tod am 30.3.1943 | 17. Februar 2009   | Stolperstein Landgraf Wilhelm Straße 12 Rosa Froehlich |           |
| Landgraf-Wilhelm-Straße 22 ·   | Hermann Stern                      | Hermann Stern geb. 26.2.1897 deportiert am 4.2.1943 nach Westerbork am 20.4.1943 nach Theresienstadt am 06.10.1944 nach Auschwitz Tod unbekannt                                                                        | 14. Oktober 2004   | Stolperstein Landgraf Wilhelm Straße 22 für Hermann Stern Freigabe [Ticket#2013102810006014] erteilt von Initiative Stolpersteine Frankfurt am Main e. V. |           |
| Landgraf-Wilhelm-Straße 22 ·   | Paula Stern geb. May               | Paula Stern, geb. May geb. 2.2.1901 deportiert am 4.2.1943 nach Westerbork am 20.4.1943 nach Theresienstadt Tod am 14.9.1944                                                                                           | 14. Oktober 2004   | Stolperstein Landgraf Wilhelm Straße 22 für Paula Stern Freigabe [Ticket#2013102810006014] erteilt von Initiative Stolpersteine Frankfurt am Main e. V.   |           |
| Langheckenweg 7 ·              | Hermann Wolf                       | Hermann Wolf geb. 23.9.1874 deportiert am 4.2.1943 nach Westerbork am 20.4.1943 nach Theresienstadt am 6.10.1944 nach Auschwitz Tod am 23.10.1943                                                                      | 13. September 2005 | Stolperstein Langheckenweg 7 Hermann Wolf |           |
| Neumannstraße 20 ·             | Margarethe Gerlach geb. Tamm       | Margarethe Gerlach, geb. Tamm geb. 5.5.1883 Eingewiesen 1929 in Heilanstalt Herborn Verlegt am 13.2.1941 nach Hadamar ermordet am 13.2.1941                                                                            | 3. September 2008  | Stolperstein Neumannstraße 20 Margarethe Gerlach |           |
| Neumannstraße 36 ·             | Franziska Flörsheimer geb. Mainzer | Franziska Flöhrsheimer, geb. Mainzer geb. 18.2.1879 deportiert 1942 nach Theresienstadt Tod am 17.12.1942 | 13. September 2005 | Stolperstein Neumannstraße 36 für Franziska Flörsheimer Freigabe [Ticket#2013102810006014] erteilt von Initiative Stolpersteine Frankfurt am Main e. V.   |           |
| Neumannstraße 36 ·             | Jakob Flörsheimer                  | Jakob Flöhrsheimer geb. 31.7.1906 1936 Flucht nach Holland deportiert am 29.1.1943 nach Westerbork und am 25.2.1944 nach Auschwitz Tod unbekannt                                                                       | 13. September 2005 | Stolperstein Neumannstraße 36 für Jakob Flörsheimer Freigabe [Ticket#2013102810006014] erteilt von Initiative Stolpersteine Frankfurt am Main e. V.       |           |
| Neumannstraße 36 ·             | Elli Flörsheimer geb. Markus       | Elli Flörsheimer, geb. Markus geb. 26.6.1909 1936 Flucht nach Holland deportiert am 29.1.1943 nach Westerbork und am 25.2.1944 nach Auschwitz Tod am 28.2.1945                                                         | 13. September 2005 | Stolperstein Neumannstraße 36 für Elli Flörsheimer Freigabe [Ticket#2013102810006014] erteilt von Initiative Stolpersteine Frankfurt am Main e. V.        |           |